# Paralcis pseudomelanoscia
Paralcis pseudomelanoscia är en fjärilsart som beskrevs av Rothschild 1915. Paralcis pseudomelanoscia ingår i släktet Paralcis och familjen mätare. Inga underarter finns listade i Catalogue of Life.